# Karim Tarfi
Karim Tarfi (Brussel, 5 juli 1993) is een Belgische voormalig betaald voetballer. Tijdens het seizoen 2015/2016 wordt hij door Anderlecht uitgeleend aan De Graafschap. Tijdens zijn debuut in het betaalde voetbal scoorde hij op de Vijverberg met een vrije trap tegen Excelsior.

## Trivia
Hij heeft een tweelingbroer genaamd Mehdi Tarfi.